# Бреймер (Міссурі)
Бреймер (англ. Braymer) — місто (англ. city) в США, в окрузі Колдвелл штату Міссурі. Населення — 737 осіб (2020).

## Географія
Бреймер розташований за координатами 39°35′25″ пн. ш. 93°47′46″ зх. д. / 39.59028° пн. ш. 93.79611° зх. д. (39.590234, -93.796245).  За даними Бюро перепису населення США в 2010 році місто мало площу 1,53 км², з яких 1,53 км² — суходіл та 0,00 км² — водойми.

## Демографія
Згідно з переписом 2010 року, у місті мешкало 878 осіб у 368 домогосподарствах у складі 234 родин. Густота населення становила 573 особи/км².  Було 429 помешкань (280/км²).
Расовий склад населення:
| - 98,1 % — білих - 0,1 % — корінних американців - 0,1 % — азіатів |

До двох чи більше рас належало 1,7 %. Частка іспаномовних становила 0,2 % від усіх жителів.
За віковим діапазоном населення розподілялося таким чином: 28,2 % — особи молодші 18 років, 54,0 % — особи у віці 18—64 років, 17,8 % — особи у віці 65 років та старші. Медіана віку мешканця становила 36,6 року. На 100 осіб жіночої статі у місті припадало 93,8 чоловіків;  на 100 жінок у віці від 18 років та старших — 90,3 чоловіків також старших 18 років.
Середній дохід на одне домашнє господарство  становив 40 589 доларів США (медіана — 32 083), а середній дохід на одну сім'ю — 45 631 долар (медіана — 39 779). Медіана доходів становила 40 625 доларів для чоловіків та 19 545 доларів для жінок. За межею бідності перебувало 25,3 % осіб, у тому числі 49,0 % дітей у віці до 18 років та 7,4 % осіб у віці 65 років та старших.
Цивільне працевлаштоване населення становило 279 осіб. Основні галузі зайнятості: освіта, охорона здоров'я та соціальна допомога — 23,7 %, роздрібна торгівля — 17,9 %, будівництво — 11,8 %, виробництво — 9,0 %.